# جذير

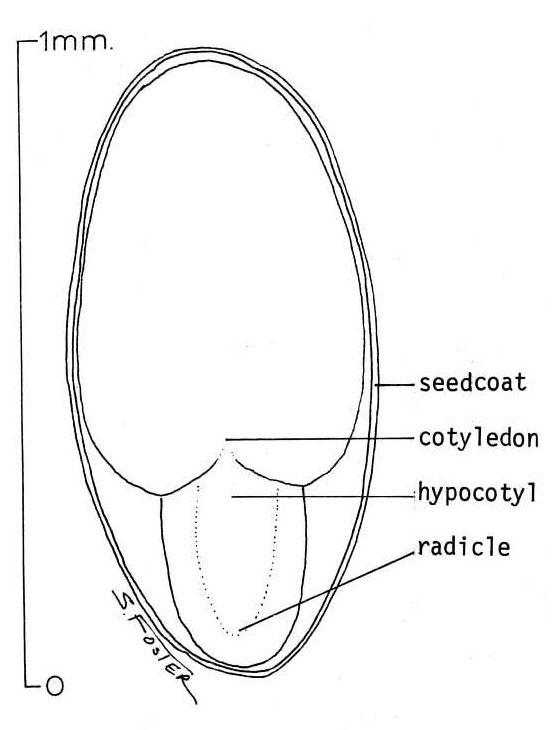
بذور صفصاف اسْكُلَر (Salix scouleriana)

الجُذَيْر أو جُذَيْر قرن الاستشعار في علم النبات هو الجزء الأول من البذرة (جنين النبات المُنْتِش) الذي يخرج من البذرة عن الإنبات. الجذير هو الجذر الجنيني للنبات، وينمو للأسفل في التربة (ينبثق الجذع من الشتلة ). فوق الجذر يوجد الجذع الجنيني الذي يدعم النبتة (الفلقات).
هو أول شيء يشق طريقه من البذرة ويغوص في الأرض للسماح للبذرة بامتصاص الماء وإرسال أوراقها حتى تتمكن من البدء في عملية التركيب الضوئي.